# Château du Jonchet
Le château du Jonchet est situé au bord de la rivière Aigre, sur l'ancienne commune de Romilly-sur-Aigre aujourd'hui Cloyes-les-Trois-Rivières, dans le département d'Eure-et-Loir en région Centre-Val de Loire.

## Historique
Le château de style Renaissance date du XVIe siècle. Transformé au XVIIIe siècle par l'architecte Gabriel de Lestrade, qui construisit notamment l'escalier d'honneur pour Louis-Hilaire du Bouchet, comte de Sourches.
Une vue d'ensemble de la demeure à cette époque  - dessin aquarellé ? - légendée  "Château du Jonchet appartenant à Mr le comte de Sourches", qui appartint à Hubert de Givenchy, est visible sur la photographie d'une pièce de son domicile parisien, illustrant l'article de Jérôme Coignard Le grand goût selon Givenchy ("Connaissance des Arts" n°815 / juin 2022 p.58).
Il fut ensuite la propriété du comte Armand de Tarragon. 
Très abîmé dans les années 1950 le château fut entièrement restauré par le propriétaire suivant, l'architecte Fernand Pouillon, qui l'évoque dans ses Mémoires. 
Il appartint ensuite à Roger Bellon, propriétaire des laboratoires pharmaceutiques du même nom et maire de Romilly-sur-Aigre, puis vers 1970 devint la propriété du couturier Hubert de Givenchy, jusqu'à sa mort en 2018.
Le monument fait l’objet d’un classement partiel au titre de monument historique depuis le 8 octobre 1984.